# Каренская национально-освободительная армия
Каренская национально-освободительная армия (КНОА, англ. Karen National Liberation Army — KNLA) — военная ветвь Каренского Национального союза (КНС, англ. Karen National Union — KNU). Ведёт борьбу за создание независимого государства Котхолей (Kawthoolei, «Зелёная страна», другой вариант перевода — «Отвоёванная земля»), которое будет располагаться на территории бирманского штата Карен и в других районах страны с большой численностью каренского населения. В это государство предполагалось включить также часть дельты реки Иравади.

## Предыстория конфликта
Напряжённость между бирманцами и каренами имеет давние корни. Ещё во время Второй мировой войны Армия независимости Бирмы, оказывавшая поддержку японской армии, отличилась такой жестокостью в борьбе с пособниками англичан из числа каренов, что пришлось вмешаться японскому командующему BIA полковнику Судзуки Кэйдзи.
Во время объявления независимости Бирмы от британцев в 1948 году возникла значительная напряженность в отношениях между каренами и новыми властями страны, а также внутри каренской общины. Ещё в октябре 1947 года ведущая политическая сила Бирмы — Антифашистская лига народной свободы — обратилась к Каренскому национального союзу с просьбой создать каренскую автономию в Бирме, но КНС отказался, потребовав больше территории. Некоторые карены стремились к независимости, обещанной им британцами за помощь в отражении японской агрессии, в то время как другие старались сосуществовать в пределах границ Бирмы. К этому добавились и религиозные проблемы. В то время как бирманцы являются буддистами, среди каренов много христиан.

## Боевые действия
В начале 1949 года части социалистической политической милиции, сформированные центральным правительством, стали подавлять волнения в областях, где проживают карены. Тогда же начальник штаба армии генерал Дан Смит, карен по национальности, был отстранен от должности и заключен в тюрьму. Новым начальником штаба стал бирманский националист У Не Вин, занимавший ряд командных постов в BIA. После этого Каренская национальная оборонная организация (англ. Karen National Defence Organisation — KNDO), созданная в июле 1947 года, подняла восстание, к которому присоединились многие карены служившие в армии. Так началась гражданская война, которая не закончилась до сих пор.
В начале боевых действий, каренские войска сумели вторгнуться в Северную Бирму и даже закрепиться в Инсэйне, в 9 км от Рангуна. После 112-дневной осады в конце мая карены были вынуждены отступить от столицы Бирмы.
КНОА была крупнейшней группировкой ведущей борьбу против военной диктатуры в Бирме. В 1970—80-х годах КНОА насчитывала более 20 тысяч бойцов. В 90-х могущество каренских вооружённых сил было подорвано несколькими тяжёлыми поражениями, нанесёнными войсками центрального правительства Бирмы. Ситуация осложнилась конфликтом внутри КНОА, из-за которого в 1994—95 годах буддийское меньшинство образовало группу под названием Демократическая каренская буддистская армия и перешли на сторону военной хунты. Как полагают, именно раскол привёл к падению штаба КНс в Манепло в январе 1995 года. К тому же изменилась и позиция властей соседнего Таиланда, которые перестали оказывать КНС и КНОА поддержку. Снизилась популярность партизан и среди карен, уставших от многолетней войны. В результате к 2006 году численность КНОА сократилась до менее чем 4 000 бойцов.

## КНОА и права детей
Каренскую национально-освободительную армию не раз обвиняли в вербовке солдат из числа несовершеннолетних. Так, в докладе Генерального секретаря Совету Безопасности ООН (A/63/785–S/2009/158), опубликованном 26 марта 2009 года, сообщалось по меньшей мере об одном случае вербовки несовершеннолетнего Каренским национальным союзом (КНС). Канцелярия Специального представителя Генерального секретаря ООН по вопросу о детях и вооружённых конфликтах утверждает, что страновой группе ООН по Мьянме и КНС/КНОА 6 апреля 2007 года подписали соглашение об обязанностях провести переговоры для окончательной выработки планов действий по прекращению вербовки и использования детей. Однако правительство Мьянмы не позволило ООН подписать план действий с КНОА.